# Kaplica Zbawiciela w Kalkarze
Kaplica Zbawiciela (malt. Il-kappella tas-Salvatur, ang. Chapel of Our Saviour) – rzymskokatolicka kaplica znajdująca się w Kalkarze na Malcie. Kaplica należy do parafii św. Józefa w tej miejscowości. 

## Historia
Istnieją wzmianki, że w 1487 roku na obszarze znanym jako la punta sottile della Rinella (na wąskim czubku Rinelli) wybudowano kaplicę poświęconą Zbawicielowi.

Z informacji dotyczących kilku wizyt duszpasterskich dokonanych za panowania zakonu św. Jana wynika, że ta kaplica została zburzona na rozkaz wielkiego mistrza Jeana de la Valette podczas oblężenia w 1565 roku, aby nie mogła służyć jako osłona dla wojsk tureckich, które atakowały ówczesne „Borgo”.

W roku 1580 Claudio Abela i Davide Burlò w tym samym miejscu wybudowali na swój koszt kolejną kaplicę. Niestety informacje historyczne na jej temat są bardzo ograniczone. Wiadomo jednak, że w 1676 roku w tej kaplicy pochowany został bailif Fra Giovanni Bighi, ofiara epidemii dżumy, siostrzeniec papieża Aleksandra VII.

W roku 1680 Fra Mario Bighi, bratanek Giovanniego zburzył kaplicę i postawił nową według projektu Lorenzo Gafà. Wzniósł on również w tej kaplicy kamienny pomnik ku czci swojego wuja Fra Giovanniego Bighi. Tytułowy obraz w ołtarzu namalował Mattia Preti, przedstawiał on Przemienienie Pańskie. Obraz ten został skradziony w roku 1798 podczas inwazji francuskiej.

Od roku 1942 przez jakiś czas kaplica Zbawiciela pełniła rolę kościoła parafialnego, kiedy 10 kwietnia tegoż roku kościół parafialny św. Józefa został zniszczony podczas bombardowania lotniczego.

## Architektura

### Wygląd zewnętrzny
Kaplica Zbawiciela zbudowana jest w formie sześciokąta, z sześcioma ścianami o mniej więcej tej samej długości. Na fasadzie ponad drzwiami znajduje się wnęka, w której umieszczona była statua Matki Boskiej Śnieżnej (malt. Madonna tas-Silġ) trzymająca Dzieciątko Jezus na swej lewej ręce. Statua po odnowieniu została przeniesiona do wnętrza kaplicy.   

### Wnętrze
Znajduje się tam jeden ołtarz, a na ścianie po lewej stronie rzeźbione kamienne epitafium Fra Giovanniego Bighi. Kiedyś nad ołtarzem wisiał obraz Święta Filomena pędzla maltańskiego artysty Tommaso Madiony (1804–1864), który zastąpił ten zrabowany przez Francuzów.

## Kaplica dziś
W latach 2002–2009 kaplica przechodziła intensywną renowację, która kosztowała około 200 000 euro.
Święto patronalne kaplicy obchodzone było corocznie 6 sierpnia, z rozdawaniem chleba, znanym jako għażżiela.   

## Ochrona dziedzictwa kulturowego
27 sierpnia 2012 roku kaplica została wpisana na listę National Inventory of the Cultural Property of the Maltese Islands pod numerem 00653.